# Барон Барнард
Барон Барнард из замка Барнард в епископстве Дарем— наследственный титул в системе Пэрства Англии.

## История

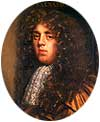
Кристофер Вейн, 1-й барон Барнард

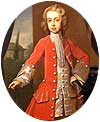
Генри Вейн, 2-й граф Дарлингтон, 4-й барон Барнард

Титул барона Барнарда был создан 25 июля 1698 года для Кристофера Вейна (1653—1723), который ранее заседал в Палате общин от графства Дарем (1675—1679) и Боробридж (1689—1690). Кристофер Вейн был сыном сэра Генри Вейна Младшего (1613—1662) и внуком сэра Генри Вейна Старшего (1589—1665). Его внук, Генри Вейн, 3-й барон Барнард (1705—1758), был депутатом Палаты общин Англии от Лонстона (1726—1727), Сент-Мавеса (1727—1741), Рипона (1741—1747) и графства Дарем (1747—1753), а также занимал должности казначея вооруженных сил (1755—1756) и лорда-лейтенанта графства Дарем (1753—1758). В 1754 году для него был созданы титулы виконта Барнарда из замка Барнарда в графстве Дарем и графа Дарлингтона в графства Дарем. Лорд Дарлингтон был мужем леди Грейс Фицрой (1697—1763), дочери Чарльза Фицроя, 2-го герцога Кливленда, незаконнорождённого сына короля Англии Карла II Стюарта от его фаворитки Барбары Вильерс, 1-й герцогини Кливлендской.

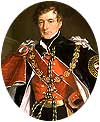
Генерал Генри Вейн, 2-й герцог Кливленд

Ему наследовал его сын, Генри Вейн, 2-й граф Дарлингтон, 4-й барон Барнард (1726—1792). Он заседал в Палате общин от Даунтона (1749—1753) и графства Дарем (1753—1758), а также являлся лордом-лейтенантом графства Дарем (1758—1792). Его преемником стал его сын, Уильям Генри Вейн, 3-й граф Дарлингтон, 5-й барон Барнард (1766—1842). Он представлял в Палате общин Тотнес (1788—1790) и Уинчелси (1790—1792), а также являлся лордом-лейтенантом графства Дарем (1792—1842). В 1827 году для него был создан титул маркиза Кливленда, а в 1833 году он получил титулы 1-го герцога Кливленда и барона Рэби из замка Рэби в графстве Дарем. В 1839 году Уильям Генри Вейн, 1-й герцог Кливленд стал кавалером Ордена Подвязки.
Его сменил в 1842 году его старший сын, Генри Вейн, 2-й герцог Кливленд, 6-й барон Барнард (1788—1864). Он имел чин генерала британской армии, а также заседал в Палате общин Великобритании от графства Дарем (1812—1815), Уинчелси (1816—1818), Трегони (1818—1826), Тотнеса (1826—1830), Салташа (1830—1831) и Южного Шропшира (1832—1842). После его смерти в 1864 году титулы унаследовал его младший брат, Уильям Вейн, 3-й герцог Кливленд, 7-й барон Барнард (1792—1864). Он заседал в Палате общин Великобритании от Уинчелси (1812—1815), графства Дарем (1815—1831), Сент-Айвса (1846—1852) и Ладлоу (1852—1857). В 1813 году он получил королевское разрешение на девичью фамилию своей матери «Паулетт», но в 1864 году, унаследовал герцогский титул, он по новому королевскому разрешению стал использовать свою родную фамилию «Вейн». Он скончался бездетным, и ему наследовал его младший брат, Гарри Вейн, 4-й герцог Кливленд (1803—1891). Он был дипломатом, а также либеральным депутатом Палаты общин от Южного Дарема (1841—1859) и Гастингса (1859—1864). В 1864 году он получил королевское разрешение на фамилию «Паулетт» вместо «Вейн». В 1891 году после смерти бездетного 4-го герцога Кливленда титулы барона Рэби, виконта Барнарда, маркиза Кливленда и герцога Кливленда прервались.
Тем не менее, баронский титул унаследовал, в соответствии с решением Комитета по привилегиям Палаты лордов в 1892 году, его дальний родственник, Генри де Вер Вейн (1854—1918), который стал 9-м бароном Барнардом. Он был сыном сэра Генри Моргана Вейна и Дарема и потомком достопочтенного Моргана Вейна, младшего сына 2-го барона Барнарда. Его второй сын, Кристофер Вейн, 10-й барон Барнард (1888—1964), был лордом-лейтенантом графства Дарем (1958—1964). Сын последнего, Джон Вейн, 11-й барон Барнард (1923—2016) занимал должность лорда-лейтенанта графства Дарем в 1970—1988 годах. По состоянию на 2024 год носителем титула являлся сын последнего, Генри Сесил Фрэнсис Вейн, 12-й барон Барнард (род. 1959), который сменил своего отца в 2016 году.
Также два других члена семьи Вейн были удостоены звания пэра. Достопочтенный Уильям Вейн (1682—1734), младший сын 1-го барона Барнарда, получил в 1720 году титул виконта Вейна (Пэрство Ирландии). Кроме того, Уильям Флетчер-Вейн (1909—1989), племянник 9-го барона Барнарда, получил в 1964 году титул барона Инглвуда в звании пэра Соединённого королевства.

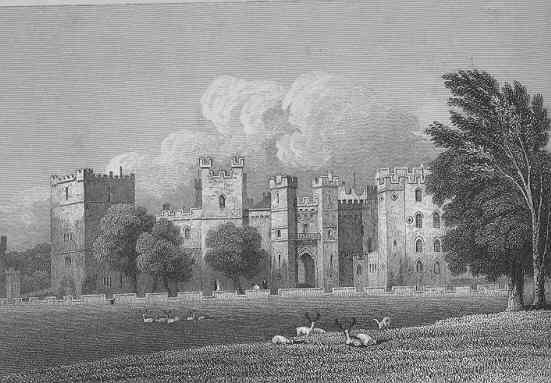
Замок Рэби, резиденция семьи Вейн (1819).

Семейная резиденция — замок Рэби в окрестностях Стайндропа в графстве Дарем.

## Бароны Барнард (1698)
- 1698—1723: Кристофер Вейн, 1-й барон Барнард[англ.] (21 мая 1653 — 28 октября 1723), сын сэра Генри Вейна Младшего (1613—1662);
- 1723—1753: Гилберт Вейн, 2-й барон Барнард (17 апреля 1678 — 27 апреля 1753), второй сын предыдущего;
- 1753—1758: Генри Вейн, 3-й барон Барнард[англ.] (ок. 1705 — 6 марта 1758), старший сын предыдущего, граф Дарлингтон с 1754 года.

## Графы Дарлингтон (1754)
- 1754—1758: Генри Вейн, 1-й граф Дарлингтон, 3-й барон Барнард[англ.] (ок. 1705 — 6 марта 1758), старший сын Гилберта Вейна, 2-го барона Барнарда;
- 1758—1792: Генри Вейн, 2-й граф Дарлингтон, 4-й барон Барнард[англ.] (1726 — 8 сентября 1792), второй сын предыдущего;
- 1792—1842: Уильям Генри Вейн, 3-й граф Дарлингтон, 5-й барон Барнард (27 июля 1766 — 29 января 1842), единственный сын предыдущего, герцог Кливленд с 1833 года.

## Герцоги Кливленд (1833)
- 1833—1842: Уильям Генри Вейн, 1-й герцог Кливленда, 5-й барон Барнард (27 июля 1766 — 29 января 1842), единственный сын Генри Вейна, 2-го графа Дарлингтона;
- 1842—1864: генерал Генри Вейн, 2-й герцог Кливленд, 6-й барон Барнард[англ.] (16 августа 1788 — 18 января 1864), старший сын предыдущего;
- 1864—1864: Уильям Джон Фредерик Вейн, 3-й герцог Кливленд, 7-й барон Барнард[англ.] (3 апреля 1792 — 6 сентября 1864), младший брат предыдущего;
- 1864—1891: Гарри Джордж Паулетт, 4-й герцог Кливленд, 8-й барон Барнард[англ.] (19 апреля 1803 — 21 августа 1891), младший брат предыдущего.

## Бароны Барнард (продолжение креации 1698 года)
- 1891—1918: Генри де Вер Вейн, 9-й барон Барнард[англ.] (10 мая 1854 — 28 декабря 1918), старший сын сэра Генри Моргана Вейна (1808—1886) и потомок достопочтенного Моргана Вейна (1706—1779), сына Гилберта Вейна, 2-го барона Барнарда, признан Палатой лордов в 1892 году;
  - Достопочтенный Генри Сесил Вэйн[англ.] (19 сентября 1882 — 9 октября 1917), старший сын предыдущего;
- 1918—1964: Кристофер Уильям Вейн, 10-й барон Барнард[англ.] (28 октября 1888 — 19 октября 1964), младший брат предыдущего;
- 1964—2016: Гарри Джон Невилл Вейн, 11-й барон Барнард[англ.] (21 сентября 1923 — 3 апреля 2016), старший сын предыдущего;
- 2016 — н. в.: Генри Сесил Фрэнсис Вейн, 12-й барон Барнард (род. 11 марта 1959), единственный сын предыдущего;
  - Наследник титула: достопочтенный Уильям Генри Сесил Вейн (род. 4 июня 2005), единственный сын предыдущего.